# Archaeophis
Archaeophis proavus
Genre
Espèce
Archaeophis est un genre éteint de serpents marins de la famille également éteinte des Palaeophiidae. Il a vécu durant l’Éocène inférieur, au cours de l'Yprésien supérieur, il y a environ entre 50,5 et 48,5 Ma (millions d'années).
Des restes fossilisés de la seule espèce rattachée au genre, Archaeophis proavus, ont été mis au jour sur le célèbre site fossilifère historique de la formation de Monte Bolca près de Vérone en Italie,.